# جعفر بروایه
جعفر بروایه، دانشجوی مقطع دکترای دانشگاه تهران بود که در تاریخ ۷ تیر ۱۳۸۸، در جریان پیامدهای اعلام نتایج انتخابات ریاست جمهوری ایران از ناحیهٔ سر مورد اصابت گلوله قرار گرفت و درگذشت.
وی استاد دانشگاه چمران اهواز و دانشجوی مقطع دکترای دانشگاه تهران بود که برای شرکت در امتحانات به تهران رفته بود. در تظاهرات میدان بهارستان شرکت می‌کند و از ناحیه سر مورد اصابت گلوله قرار می‌گیرد که بعد از آن به بیمارستان منتقل و قبل از رسیدن به بیمارستان جان می‌بازد. جسد وی توسط یکی از دوستان وی شناسایی و به اهواز منتقل و تحویل خانوادهٔ وی شد. مراسم دفن جعفر در حضور نیروهای امنیتی انجام گرفت. در توضیحات پزشکی قانونی، علت مرگ وی خونریزی مغزی اعلام شده است.